# اورال‌کالی
اورال‌کالی (به انگلیسی: Uralkali) شرکت صنایع شیمیایی روسی است، که بزرگترین تولیدکننده کود پتاس در جهان است و بزرگترین سهامدار آن میلیاردر روس؛ دمیتری ایفگنویچ ریبولوفلیف می‌باشد.
این شرکت در سرزمین پرم واقع در فدراسیون روسیه مستقر می‌باشد. بخشی از سهام شرکت اورال‌کالی در بازارهای بورس مسکو و بورس لندن معامله می‌شود. این شرکت به‌عنوان یکی از بزرگترین تولیدکنندگان کودهای شیمیایی در جهان محسوب می‌شود.